# Élections cantonales de 2011 dans l'Aube
Les élections cantonales de 2011 dans l'Aube ont pourvu au renouvellement du poste de conseiller général de la moitié des cantons aubois pour un mandat de trois ans. Les premiers tours ont été fixés au 20 mars 2011 et les seconds tours éventuels au 27 mars 2011. 

## Généralités
Avant les élections, le conseil général de l'Aube, composé à la quasi-humanité d'élus de la majorité présidentielle, est présidé par Philippe Adnot (DVD). Il comprend 33 conseillers généraux issus des 33 cantons de l'Aube ; 17 d'entre eux sont renouvelables lors de ces élections. 
77 candidats ont été recensés soit 37 de moins que lors des élections cantonales françaises de 2004. La composition se fait essentiellement comme ceci :
- un candidat soutenu par l’UMP, le Nouveau Centre et Chasse, pêche, nature et traditions et/ou un candidat Divers droite ;
- un candidat soutenu par le Parti socialiste, le Parti radical de gauche, et Europe Écologie Les Verts (l'Aube du changement) ;
- un candidat du Front national ;
- un candidat du Front de gauche.

## Contexte départemental

### Assemblée départementale sortante
| Parti                             | Sigle | Élus |
| --------------------------------- | ----- | ---- |
| Majorité (28 sièges)              |       |      |
| Union pour un mouvement populaire | UMP   | 14   |
| Divers droite                     | DVD   | 11   |
| Mouvement démocrate               | MoDem | 2    |
| Nouveau Centre                    | NC    | 1    |
| Opposition (5 sièges)             |       |      |
| Parti communiste français         | PCF   | 2    |
| Parti radical de gauche           | PRG   | 1    |
| Divers gauche                     | DVG   | 1    |
| Europe Écologie Les Verts         | EELV  | 1    |
| Président du Conseil général      |       |      |
| Philippe Adnot (DVD)              |       |      |

## Résultats à l'échelle du département

### Résultats en nombre de sièges
| Parti    | Sièges mis en jeu | Élus | Évolution |
| -------- | ----------------- | ---- | --------- |
| DVD      | 7                 | 8    | +1        |
| UMP      | 5                 | 4    | -1        |
| PS       | 0                 | 2    | +2        |
| FG (PCF) | 2                 | 2    | =         |
| SE       | 0                 | 1    | +1        |
| MoDem    | 1                 | 0    | -1        |
| PRG      | 1                 | 0    | -1        |
| NC       | 1                 | 0    | -1        |

### Assemblée départementale à l'issue des élections
| Parti                             | Sigle | Élus |
| --------------------------------- | ----- | ---- |
| Majorité (26 sièges)              |       |      |
| Union pour un mouvement populaire | UMP   | 13   |
| Divers droite                     | DVD   | 10   |
| Nouveau Centre                    | NC    | 2    |
| Mouvement démocrate               | MoDem | 1    |
| Opposition (7 sièges)             |       |      |
| Parti socialiste                  | PS    | 2    |
| Parti communiste français         | PCF   | 2    |
| Divers gauche                     | DVG   | 1    |
| Europe Écologie Les Verts         | EELV  | 1    |
| Sans étiquette                    | SE    | 1    |
| Président du Conseil général      |       |      |
| Philippe Adnot (DVD)              |       |      |

## Résultats par canton

### Canton d'Arcis-sur-Aube
| Candidats      | Candidats            | Étiquette      | Premier tour | Premier tour | Second tour | Second tour |
| Candidats      | Candidats            | Étiquette      | Voix         | %            | Voix        | %           |
| -------------- | -------------------- | -------------- | ------------ | ------------ | ----------- | ----------- |
|                | Jean-Marie Merlin    | M-NC           | 1 038        | 32,32        | 1 889       | 59,03       |
|                | Sébastien Fournillon | FN             | 914          | 28,46        | 1 311       | 40,97       |
|                | Solange Gaudy        | DVD            | 881          | 27,43        |             |             |
|                | Françoise Cuisin     | FG (PCF)       | 379          | 11,80        |             |             |
|                |                      |                |              |              |             |             |
| Inscrits       | Inscrits             | Inscrits       | 6 934        | 100,00       | 6 924       | 100,00      |
| Abstentions    | Abstentions          | Abstentions    | 3 580        | 51,63        | 3 449       | 49,81       |
| Votants        | Votants              | Votants        | 3 354        | 48,37        | 3 475       | 50,19       |
| Blancs et nuls | Blancs et nuls       | Blancs et nuls | 142          | 4,23         | 275         | 7,91        |
| Exprimés       | Exprimés             | Exprimés       | 3 212        | 95,77        | 3 200       | 92,09       |

### Canton de Bouilly
| Candidats      | Candidats            | Étiquette      | Premier tour | Premier tour | Second tour | Second tour |
| Candidats      | Candidats            | Étiquette      | Voix         | %            | Voix        | %           |
| -------------- | -------------------- | -------------- | ------------ | ------------ | ----------- | ----------- |
|                | Francis Ferrebeuf    | PS             | 1 216        | 33,59        | 1 513       | 35,05       |
|                | Gérard Cianni        | FN             | 1 251        | 34,56        | 1 442       | 33,40       |
|                | Jean-Charles Marasse | UMP            | 1 153        | 31,85        | 1 362       | 31,55       |
|                |                      |                |              |              |             |             |
| Inscrits       | Inscrits             | Inscrits       | 7 839        | 100,00       | 7 839       | 100,00      |
| Abstentions    | Abstentions          | Abstentions    | 4 037        | 51,50        | 3 386       | 43,19       |
| Votants        | Votants              | Votants        | 3 802        | 48,50        | 4 453       | 56,81       |
| Blancs et nuls | Blancs et nuls       | Blancs et nuls | 182          | 4,79         | 136         | 3,05        |
| Exprimés       | Exprimés             | Exprimés       | 3 620        | 95,21        | 4 317       | 96,95       |

### Canton de Brienne-le-Château
| Candidats      | Candidats              | Étiquette      | Premier tour | Premier tour | Second tour | Second tour |
| Candidats      | Candidats              | Étiquette      | Voix         | %            | Voix        | %           |
| -------------- | ---------------------- | -------------- | ------------ | ------------ | ----------- | ----------- |
|                | Jean-Marie Coutord     | DVD            | 882          | 28,19        | 2 010       | 63,95       |
|                | Nicolas Dhuicq*        | UMP            | 789          | 25,22        | 1 133       | 36,05       |
|                | Bernard Mathieu        | PS (PRG-EÉLV)  | 685          | 21,89        |             |             |
|                | Patrick Blond          | FN             | 538          | 17,19        |             |             |
|                | Sandrine Larive-Person | FG (PCF)       | 235          | 7,51         |             |             |
|                |                        |                |              |              |             |             |
| Inscrits       | Inscrits               | Inscrits       | 5 772        | 100,00       | 5 766       | 100,00      |
| Abstentions    | Abstentions            | Abstentions    | 2 484        | 43,04        | 2 214       | 41,87       |
| Votants        | Votants                | Votants        | 3 288        | 56,96        | 3 352       | 58,13       |
| Blancs et nuls | Blancs et nuls         | Blancs et nuls | 159          | 4,84         | 209         | 6,24        |
| Exprimés       | Exprimés               | Exprimés       | 3 129        | 95,16        | 3 143       | 93,76       |

*sortant

### Canton d'Ervy-le-Châtel
| Candidats      | Candidats        | Étiquette      | Premier tour | Premier tour | Second tour | Second tour |
| Candidats      | Candidats        | Étiquette      | Voix         | %            | Voix        | %           |
| -------------- | ---------------- | -------------- | ------------ | ------------ | ----------- | ----------- |
|                | Roger Bataille   | UMP            | 560          | 25,25        | 1 030       | 49,69       |
|                | André Villalonga | PS             | 554          | 24,98        | 1 043       | 50,31       |
|                | Éliane Naviliat  | FN             | 466          | 21,01        |             |             |
|                | Pauline Steiner  | DVD            | 290          | 13,07        |             |             |
|                | Florence Gouvier | DVD            | 259          | 11,68        |             |             |
|                | Yves Berthelemy  | DVG            | 89           | 4,01         |             |             |
|                |                  |                |              |              |             |             |
| Inscrits       | Inscrits         | Inscrits       | 4 294        | 100,00       | 4 296       | 100,00      |
| Abstentions    | Abstentions      | Abstentions    | 2 017        | 46,97        | 2 019       | 47,00       |
| Votants        | Votants          | Votants        | 2 277        | 53,03        | 2 277       | 53,00       |
| Blancs et nuls | Blancs et nuls   | Blancs et nuls | 59           | 2,59         | 204         | 8,96        |
| Exprimés       | Exprimés         | Exprimés       | 2 218        | 97,41        | 2 073       | 91,04       |

### Canton d'Estissac
| Candidats      | Candidats            | Étiquette      | Premier tour | Premier tour | Second tour | Second tour |
| Candidats      | Candidats            | Étiquette      | Voix         | %            | Voix        | %           |
| -------------- | -------------------- | -------------- | ------------ | ------------ | ----------- | ----------- |
|                | Didier Leprince*     | DVD            | 1 015        | 43,90        | 1 287       | 58,96       |
|                | Didier Langlois      | PS             | 479          | 20,72        | 896         | 41,04       |
|                | Mauricette Montillot | FN             | 386          | 16,70        |             |             |
|                | Valéry Prunier       | DVD            | 335          | 14,49        |             |             |
|                | Marc Travert         | FG (PCF)       | 97           | 4,20         |             |             |
|                |                      |                |              |              |             |             |
| Inscrits       | Inscrits             | Inscrits       | 4 441        | 100,00       | 4 441       | 100,00      |
| Abstentions    | Abstentions          | Abstentions    | 2 097        | 47,22        | 2 093       | 47,13       |
| Votants        | Votants              | Votants        | 2 344        | 52,78        | 2 348       | 52,87       |
| Blancs et nuls | Blancs et nuls       | Blancs et nuls | 32           | 1,37         | 165         | 7,03        |
| Exprimés       | Exprimés             | Exprimés       | 2 312        | 98,63        | 2 183       | 92,97       |

*sortant

### Canton de La Chapelle-Saint-Luc
| Candidats      | Candidats                | Étiquette      | Premier tour | Premier tour | Second tour | Second tour |
| Candidats      | Candidats                | Étiquette      | Voix         | %            | Voix        | %           |
| -------------- | ------------------------ | -------------- | ------------ | ------------ | ----------- | ----------- |
|                | Marie-Françoise Pautras* | FG (PCF)       | 856          | 41,07        | 1 484       | 65,96       |
|                | Éric Jeanson             | FN             | 541          | 25,96        | 766         | 34,04       |
|                | Gérard Fridblatt         | DVD            | 357          | 17,13        |             |             |
|                | Élisabeth Gariglio       | NC             | 286          | 13,72        |             |             |
|                | Fati Leprevost           | Modem          | 44           | 2,11         |             |             |
|                |                          |                |              |              |             |             |
| Inscrits       | Inscrits                 | Inscrits       | 5 965        | 100,00       | 5 966       | 100,00      |
| Abstentions    | Abstentions              | Abstentions    | 3 827        | 64,16        | 3 515       | 58,92       |
| Votants        | Votants                  | Votants        | 2 138        | 35,84        | 2 451       | 41,08       |
| Blancs et nuls | Blancs et nuls           | Blancs et nuls | 54           | 2,53         | 201         | 8,20        |
| Exprimés       | Exprimés                 | Exprimés       | 2 084        | 97,47        | 2 250       | 91,80       |

*sortant

### Canton de Marcilly-le-Hayer
| Candidats      | Candidats           | Étiquette      | Premier tour | Premier tour | Premier tour | Premier tour |
| Candidats      | Candidats           | Étiquette      | Voix         | %            | Voix         | %            |
| -------------- | ------------------- | -------------- | ------------ | ------------ | ------------ | ------------ |
|                | Nicolas Juillet*    | DVD            | 1 258        | 51,79        | 1 593        | 65,74        |
|                | Vladimir Tete       | FN             | 647          | 26,64        | 830          | 34,26        |
|                | Fanny Lambert       | FG (PCF)       | 299          | 12,31        |              |              |
|                | Ghislain Wysocinski | AEI            | 225          | 9,26         |              |              |
|                |                     |                |              |              |              |              |
| Inscrits       | Inscrits            | Inscrits       | 5 086        | 100,00       | 5 088        | 100,00       |
| Abstentions    | Abstentions         | Abstentions    | 2 585        | 50,83        | 2 473        | 48,60        |
| Votants        | Votants             | Votants        | 2 501        | 49,17        | 2 615        | 51,40        |
| Blancs et nuls | Blancs et nuls      | Blancs et nuls | 72           | 2,88         | 192          | 7,34         |
| Exprimés       | Exprimés            | Exprimés       | 2 429        | 97,12        | 2 423        | 92,66        |

*sortant

### Canton de Mussy-sur-Seine
| Candidats      | Candidats             | Étiquette      | Premier tour | Premier tour | Second tour | Second tour |
| Candidats      | Candidats             | Étiquette      | Voix         | %            | Voix        | %           |
| -------------- | --------------------- | -------------- | ------------ | ------------ | ----------- | ----------- |
|                | Henri Petit de Bantel | DVD            | 525          | 38,15        | 862         | 65,90       |
|                | Alain Deroin*         | NC             | 298          | 21,66        | 446         | 34,10       |
|                | François Lecetre      | FN             | 286          | 20,78        |             |             |
|                | Marc Manchon          | PS             | 203          | 14,75        |             |             |
|                | Diana Ferreri         | FG (PCF)       | 64           | 4,65         |             |             |
|                |                       |                |              |              |             |             |
| Inscrits       | Inscrits              | Inscrits       | 2 579        | 100,00       | 2 578       | 100,00      |
| Abstentions    | Abstentions           | Abstentions    | 1 164        | 45,13        | 1 139       | 44,18       |
| Votants        | Votants               | Votants        | 1 415        | 54,87        | 1 439       | 55,82       |
| Blancs et nuls | Blancs et nuls        | Blancs et nuls | 39           | 2,76         | 131         | 9,10        |
| Exprimés       | Exprimés              | Exprimés       | 1 376        | 97,24        | 1 308       | 90,90       |

*sortant

### Canton de Nogent-sur-Seine
| Candidats      | Candidats           | Étiquette      | Premier tour | Premier tour | Second tour | Second tour |
| Candidats      | Candidats           | Étiquette      | Voix         | %            | Voix        | %           |
| -------------- | ------------------- | -------------- | ------------ | ------------ | ----------- | ----------- |
|                | Gérard Ancelin*     | UMP            | 1 473        | 43,83        | 1 963       | 59,85       |
|                | Frédéric Lucquin    | FN             | 1 002        | 29,81        | 1 317       | 40,15       |
|                | Dominique Couturier | DVG            | 886          | 26,36        |             |             |
|                |                     |                |              |              |             |             |
| Inscrits       | Inscrits            | Inscrits       | 7 641        | 100,00       | 7 546       | 100,00      |
| Abstentions    | Abstentions         | Abstentions    | 4 185        | 54,77        | 3 981       | 52,76       |
| Votants        | Votants             | Votants        | 3 456        | 45,23        | 3 565       | 47,24       |
| Blancs et nuls | Blancs et nuls      | Blancs et nuls | 95           | 2,75         | 285         | 7,99        |
| Exprimés       | Exprimés            | Exprimés       | 3 361        | 97,25        | 3 280       | 92,01       |

*sortant

### Canton de Ramerupt
| Candidats      | Candidats          | Étiquette      | Premier tour | Premier tour | Second tour | Second tour |
| Candidats      | Candidats          | Étiquette      | Voix         | %            | Voix        | %           |
| -------------- | ------------------ | -------------- | ------------ | ------------ | ----------- | ----------- |
|                | Gérard Beaurieux*  | UMP            | 700          | 44,14        | 713         | 46,48       |
|                | Guy Bernier        | DVD            | 536          | 33,80        | 821         | 53,52       |
|                | Patrice Pulby      | FN             | 270          | 17,02        |             |             |
|                | Jean-Marc Weinling | FG (PG)        | 80           | 5,04         |             |             |
|                |                    |                |              |              |             |             |
| Inscrits       | Inscrits           | Inscrits       | 2 861        | 100,00       | 2 863       | 100,00      |
| Abstentions    | Abstentions        | Abstentions    | 1 217        | 42,54        | 1 213       | 42,37       |
| Votants        | Votants            | Votants        | 1 644        | 57,46        | 1 650       | 57,63       |
| Blancs et nuls | Blancs et nuls     | Blancs et nuls | 58           | 3,53         | 116         | 7,03        |
| Exprimés       | Exprimés           | Exprimés       | 1 586        | 96,47        | 1 534       | 92,97       |

*sortant

### Canton de Romilly-sur-Seine-2
| Candidats      | Candidats             | Étiquette      | Premier tour | Premier tour | Second tour | Second tour |
| Candidats      | Candidats             | Étiquette      | Voix         | %            | Voix        | %           |
| -------------- | --------------------- | -------------- | ------------ | ------------ | ----------- | ----------- |
|                | Joë Triché*           | FG (PCF)       | 913          | 33,47        | 1 639       | 61,11       |
|                | Marie-Annick Commenil | UMP            | 649          | 23,79        | 1 043       | 38,89       |
|                | Jean-Michel Leveille  | FN             | 621          | 22,76        |             |             |
|                | Sarah Auzols          | PRG            | 545          | 19,98        |             |             |
|                |                       |                |              |              |             |             |
| Inscrits       | Inscrits              | Inscrits       | 6 812        | 100,00       | 6 812       | 100,00      |
| Abstentions    | Abstentions           | Abstentions    | 4 014        | 58,93        | 3 922       | 57,57       |
| Votants        | Votants               | Votants        | 2 798        | 41,07        | 2 890       | 42,43       |
| Blancs et nuls | Blancs et nuls        | Blancs et nuls | 70           | 2,50         | 208         | 7,20        |
| Exprimés       | Exprimés              | Exprimés       | 2 728        | 97,50        | 2 682       | 92,80       |

*sortant

### Canton de Soulaines-Dhuys
| Candidats      | Candidats             | Étiquette      | Premier tour | Premier tour |
| Candidats      | Candidats             | Étiquette      | Voix         | %            |
| -------------- | --------------------- | -------------- | ------------ | ------------ |
|                | Philippe Dallemagne   | DVG            | 705          | 55,69        |
|                | Jean-Baptiste Cordier | FN             | 279          | 22,04        |
|                | Michel Guéritte       | EÉLV           | 126          | 9,95         |
|                | Philippe Georges      | PS (PRG)       | 117          | 9,24         |
|                | Gérard Transler       | FG (PCF)       | 39           | 3,08         |
|                |                       |                |              |              |
| Inscrits       | Inscrits              | Inscrits       | 2 246        | 100,00       |
| Abstentions    | Abstentions           | Abstentions    | 899          | 40,03        |
| Votants        | Votants               | Votants        | 1 347        | 59,97        |
| Blancs et nuls | Blancs et nuls        | Blancs et nuls | 81           | 6,01         |
| Exprimés       | Exprimés              | Exprimés       | 1 266        | 93,99        |

### Canton de Troyes-2
| Candidats      | Candidats      | Étiquette      | Premier tour | Premier tour | Second tour | Second tour |
| Candidats      | Candidats      | Étiquette      | Voix         | %            | Voix        | %           |
| -------------- | -------------- | -------------- | ------------ | ------------ | ----------- | ----------- |
|                | Jacky Raguin*  | UMP            | 1 698        | 42,28        | 2 607       | 63,82       |
|                | Bruno Subtil   | FN             | 1 151        | 28,66        | 1 478       | 36,18       |
|                | Claude Bianchi | PS             | 853          | 21,24        |             |             |
|                | Marc Joudelat  | FG (PCF)       | 314          | 7,82         |             |             |
|                |                |                |              |              |             |             |
| Inscrits       | Inscrits       | Inscrits       | 10 101       | 100,00       | 10 037      | 100,00      |
| Abstentions    | Abstentions    | Abstentions    | 5 997        | 59,37        | 5 679       | 56,58       |
| Votants        | Votants        | Votants        | 4 104        | 40,63        | 4 358       | 43,42       |
| Blancs et nuls | Blancs et nuls | Blancs et nuls | 88           | 2,14         | 273         | 6,26        |
| Exprimés       | Exprimés       | Exprimés       | 4 016        | 97,86        | 4 085       | 93,74       |

*sortant

### Canton de Troyes-3
| Candidats      | Candidats            | Étiquette      | Premier tour | Premier tour | Second tour | Second tour |
| Candidats      | Candidats            | Étiquette      | Voix         | %            | Voix        | %           |
| -------------- | -------------------- | -------------- | ------------ | ------------ | ----------- | ----------- |
|                | Élisabeth Philippon* | UMP            | 1 070        | 41,78        | 1 690       | 68,15       |
|                | André Roche          | FN             | 588          | 22,96        | 790         | 31,85       |
|                | Émilie Iglesias      | PS             | 557          | 21,75        |             |             |
|                | Anna Zajac           | FG (PCF)       | 194          | 7,58         |             |             |
|                | Dominique Deharbe    | DVG            | 152          | 5,94         |             |             |
|                |                      |                |              |              |             |             |
| Inscrits       | Inscrits             | Inscrits       | 8 022        | 100,00       | 8 022       | 100,00      |
| Abstentions    | Abstentions          | Abstentions    | 5 412        | 67,46        | 5 277       | 65,78       |
| Votants        | Votants              | Votants        | 2 610        | 32,54        | 2 745       | 34,22       |
| Blancs et nuls | Blancs et nuls       | Blancs et nuls | 49           | 1,88         | 265         | 9,65        |
| Exprimés       | Exprimés             | Exprimés       | 2 561        | 98,12        | 2 480       | 90,35       |

*sortant

### Canton de Troyes-5
| Candidats      | Candidats         | Étiquette      | Premier tour | Premier tour | Second tour | Second tour |
| Candidats      | Candidats         | Étiquette      | Voix         | %            | Voix        | %           |
| -------------- | ----------------- | -------------- | ------------ | ------------ | ----------- | ----------- |
|                | Sibylle Bertail*  | UMP            | 655          | 39,13        | 945         | 56,62       |
|                | Virginie Cousin   | EÉLV           | 392          | 23,42        | 724         | 43,38       |
|                | Marc Malarmey     | FN             | 355          | 21,21        |             |             |
|                | Philippe Beury    | MoDem          | 139          | 8,30         |             |             |
|                | Florent Ballanfat | FG (PCF)       | 114          | 6,81         |             |             |
|                | Yann Henry        | DVD            | 19           | 1,14         |             |             |
|                |                   |                |              |              |             |             |
| Inscrits       | Inscrits          | Inscrits       | 5 079        | 100,00       | 5 079       | 100,00      |
| Abstentions    | Abstentions       | Abstentions    | 3 386        | 66,67        | 3 285       | 64,68       |
| Votants        | Votants           | Votants        | 1 693        | 33,33        | 1 794       | 35,32       |
| Blancs et nuls | Blancs et nuls    | Blancs et nuls | 19           | 1,12         | 125         | 6,97        |
| Exprimés       | Exprimés          | Exprimés       | 1 674        | 98,88        | 1 669       | 93,03       |

*sortant

### Canton de Troyes-7
| Candidats      | Candidats        | Étiquette      | Premier tour | Premier tour | Second tour | Second tour |
| Candidats      | Candidats        | Étiquette      | Voix         | %            | Voix        | %           |
| -------------- | ---------------- | -------------- | ------------ | ------------ | ----------- | ----------- |
|                | Jacques Rigaud*  | UMP            | 1 514        | 37,24        | 2 106       | 54,33       |
|                | Olivia Brulefert | PS             | 1 158        | 28,48        | 1 770       | 45,67       |
|                | Philippe Arbona  | FN             | 1 107        | 27,23        |             |             |
|                | Didier Quacchia  | DVD            | 287          | 7,06         |             |             |
|                |                  |                |              |              |             |             |
| Inscrits       | Inscrits         | Inscrits       | 10 936       | 100,00       | 10 910      | 100,00      |
| Abstentions    | Abstentions      | Abstentions    | 6 789        | 62,08        | 6 693       | 61,35       |
| Votants        | Votants          | Votants        | 4 147        | 37,92        | 4 217       | 38,65       |
| Blancs et nuls | Blancs et nuls   | Blancs et nuls | 81           | 1,95         | 341         | 8,09        |
| Exprimés       | Exprimés         | Exprimés       | 4 066        | 98,05        | 3 876       | 91,91       |

*sortant

### Canton de Villenauxe-la-Grande
| Candidats      | Candidats           | Étiquette      | Premier tour | Premier tour | Second tour | Second tour |
| Candidats      | Candidats           | Étiquette      | Voix         | %            | Voix        | %           |
| -------------- | ------------------- | -------------- | ------------ | ------------ | ----------- | ----------- |
|                | Christophe Dham*    | DVD            | 707          | 48,83        | 938         | 66,86       |
|                | Pierre Guichard     | FN             | 283          | 19,54        | 465         | 33,14       |
|                | Chantal Oudard      | DVD            | 226          | 15,61        |             |             |
|                | Mathieu Georges     | PS             | 144          | 9,94         |             |             |
|                | Christophe Latrasse | FG (PCF)       | 88           | 6,08         |             |             |
|                |                     |                |              |              |             |             |
| Inscrits       | Inscrits            | Inscrits       | 2 844        | 100,00       | 2 844       | 100,00      |
| Abstentions    | Abstentions         | Abstentions    | 1 354        | 47,61        | 1 325       | 46,59       |
| Votants        | Votants             | Votants        | 1 490        | 52,39        | 1 519       | 53,41       |
| Blancs et nuls | Blancs et nuls      | Blancs et nuls | 42           | 2,82         | 116         | 7,64        |
| Exprimés       | Exprimés            | Exprimés       | 1 448        | 97,18        | 1 403       | 92,36       |

*sortant